# 华合比
华合比（?—?），子姓，华氏，名合比，宋国右师。
前536年，宋平公宠信寺人柳，太子佐讨厌寺人柳。华合比向太子表示要杀寺人柳。寺人柳知到了，就挖坑、杀牲口、把盟书放在牲口上埋起来。再对宋平公报告：“合比准备将逃亡在外的人召回来，已经在北边外城结盟了。”宋平公派人调查，果然有这回事，就驱逐华合比。华合比逃到卫国。华亥想取代华合比担任的右师，就为寺人柳作伪证：“这件事我也早已听到。”宋平公让他代替了华合比为右师。